# Stará Výzhivka
Stará Výzhivka (ucraniano: Стара́ Ви́жівка; polaco: Wyżwa Stara) es un asentamiento de tipo urbano de Ucrania perteneciente al raión de Kóvel de la óblast de Volinia.
En 2017, la localidad tenía 5285 habitantes. Desde 2018-2020 es sede de un municipio (hromada) que abarca dieciséis pueblos que suman otros seis mil habitantes a su territorio: Borzová, Bridky, Brunétivka, Halyna Volia, Mélnyky, Myzové, Nová Výzhva, Poliske, Rudka, Sédlyshche, Smoliarí, Stará Huta, Sukachí, Jotývel, Chével y Cheremshanka.
Se conoce la existencia de una localidad llamada "Vyzhva" en esta zona en documentos de 1099. En la Edad Moderna, las tierras del área pertenecieron a los descendientes de la reina polaca Bona Sforza de Milán. La Unión Soviética le otorgó estatus urbano en 1957. Hasta 2020 era la capital de su propio raión.
Se ubica a orillas del río Výzhivka, unos 25 km al noroeste de Kóvel.